# Hyphessobrycon tukunai
Hyphessobrycon tukunai és una espècie de peix de la família dels caràcids i de l'ordre dels caraciformes.

## Morfologia
- Els mascles poden assolir 2,1 cm de llargària total.[5]

## Hàbitat
Viu a àrees de clima tropical entre 21 °C - 24 °C de temperatura.

## Distribució geogràfica
Es troba a Sud-amèrica: conca del riu Solimões.